# 인도네시아 해군
인도네시아 해군은 1945년 9월 10일에 설립되었으며, 인도네시아의 긴 해안선을 순찰하고, 인도네시아의 커다란 배타적 경제 수역에서 국가의 이익을 보장하기 위해 존립한다. 인도네시아의 해양 전략적 이익을 보호하고, 인도네시아 주변 섬을 보호하는 역할을 한다. 함대는 제 1함대 사령부(자카르타), 제 2함대 사령부(수라바야), 제 3함대 사령부(소롱)으로 구성돼 있다. 해군 안에 해병대도 존재한다.

## 임무
인도네시아 해군은 다음과 같은 임무를 수행한다.
- 국방에서 군사 임무 수행
- 국내법 및 비준 된 국제법에 따라 국가 관할 해역에서 법을 집행하고 질서를 확보한다.
- 정부가 정한 외교 정책을 지원하는 외교 업무 수행
- 해군력 유지 및 개발과 관련된 기타 임무를 수행한다.
- 해상 방어 지역에서 민간인 역량 강화를 지원한다.

## 역사

### 인도네시아 국가 혁명
1945년 9월 10일 인도네시아 국가 혁명이 터질 때, 해군이 창설됐다. 초창기 인도네시아 해군은 일본군이 남기고 간 상륙용 선박과 무기를 활용하여 운영했다. 혁명이 커지고 해군이 세력 확장을 시작함에 따라 군도 전역에 해군 기지가 설립되었다.

### 냉전기
바르샤바 조약 기구와 인도네시아의 외교 사이가 좋아짐에 따라, 동구권 국가의 무기를 수입하게 됐다. 프로젝트 613형 잠수함(위스키급 잠수함), 크리박급 호위함, 일류신 Il-28 폭격기등의 상당한 전력을 얻을 수 있었다.

### 냉전종식기
1965년 군부 쿠데타 이후, 인도네시아의 군은 대대적으로 개편됐다. 소련과 동구권에서 수입했던 과거의 무기들은 급변하는 전장에서 효용성이 떨어졌고 도움이 되질 않는다 판단한 인도네이사군은 1980년대 이후, 대대적인 군 개편을 시작했다. 네덜란드로부터 1,000톤 이상의 호위함들을 수입했고, 한국으로부터 209형 잠수함을 수입했다.

### 21세기
인도네시아는 구매력 GDP(PPP GDP) 기준, 세계 7위 경제대국으로 등극한다. 아시아에서 4위로 경제규모가 큰 나라가 된 인도네시아는 아시아 TOP 4 국력에 걸맞는 국방력을 요구하기 시작한다. 수호이 Su-35 11대를 주문하고, 다소 라팔 48대를 계약하고, 오스트리아가 유지비를 감당못하고 있는 중고 유로파이터 타이푼 12대를 구매하기 위해 오스트리아에 대화를 시도하는등 4.5세대 전투기 70여기를 확보하기 위한 움직임을 보이고 있다. 인도네시아는 대한민국 정부와 KFX 전투기 공동개발을 하기 위해 사업에 참여하고 있으며, 50대의 물량을 주문하기로 계약했다.
 인도네시아 해군은 일본의 준이지스함 30FFM을 구매하길 원한다. 인도네시아 측은 “우선 4척을 수입하고, 기술제공을 받아 추가로 4척을 인도네시아 국내에서 만들고 싶다”는 의사를 일본에 타진했으며, 일본과 협상중이다.

## 같이 보기
- 인도네시아